# Dick Tonks
Dick Tonks, né le 21 février 1951 à Wanganui, est un rameur d'aviron néo-zélandais.

## Carrière
Dick Tonks participe aux Jeux olympiques d'été de 1972 et remporte la médaille d'argent en quatre sans barreur avec Dudley Storey, Ross Collinge et Noel Mills.